# Колючещетинник щетинистый
Колючещети́нник щети́нистый, или Перистощети́нник щети́нистый (лат. Cénchrus setáceus) — травянистое растение, вид рода Колючещетинник (Cenchrus) семейства Злаки (Poaceae). Ранее относился к отдельному роду Перистощетинник (Pennisetum), который в настоящее время включается в состав рода Колючещетинник (Cenchrus).

## Ботаническое описание
Многолетнее кочкообразующее травянистое растение до 1,2 м высотой. Листья узкие, 2—4 мм шириной, до 60 см длиной. Влагалища обычно гладкие, по краю часть с белыми волосками.
Одноцветковые колоски собраны в густые цилиндрические колосовидные метёлки 8—35 см длиной, как правило, розово-сиреневые, реже зелёные, затем каштаново-коричневые или светло-коричневые. Колоски 4,5—6,5 мм длиной, расположены группами по 1—3(6), под каждой из которых расположены жёсткие неравные щетинки до 3—4 см длиной, представляющие собой редуцированные ветви метёлки.

## Распространение
Родина растения — Северная Африка. Со второй половины XIX века активно выращивалось в качестве декоративного растения, в США появилось в 1880-х годах, в Австралии — до 1930 года, в Новой Зеландии — в 1982 году. В настоящее время является инвазивным видом в Западной Европе, в странах Южной Африки, в ряде южных штатов США и стран Южной Америки (Венесуэла, Колумбия, Перу, Аргентина), в Океании.

## Таксономия и систематика
- Cenchrus setaceus (Forssk.) Morrone, Ann. Bot. (Oxford) 106: 129 (2010)[1].

### Синонимы
Homotypic
- Phalaris setacea Forssk., Fl. Aegypt.-Arab.: 17 (1775). basionym
- Pennisetum phalaroides Schult., Mant. 2: 147 (1824), nom. superfl.
- Pennisetum setaceum (Forssk.) Chiov., Bull. Soc. Bot. Ital. 1923: 113 (1923).

Heterotypic
- Pennisetum macrostachyon Fresen., Mus. Senckenberg. 2: 135 (1837), non  Pennisetum macrostachyum Trin.
- Pennisetum ruppellii Steud., Nomencl. Bot., ed. 2, 2: 298 (1841).
- Pennisetum spectabile Fig. & De Not., Mem. Reale Accad. Sci. Torino, ser. 2, 12: 248 (1852).
- Pennisetum tiberiadis Boiss., Diagn. Pl. Orient. 13: 43 (1854).
- Pennisetum numidicum Paris, Bull. Soc. Bot. France 18: 263 (1871), nom. nud.
- Pennisetum orientale subsp. parisii Trab., Bull. Soc. Bot. France 24: 391 (1887).
- Pennisetum rueppelianum Hochst. ex Penz., Atti Congr. Bot. Genova: 366 (1893), nom. superfl.
- Pennisetum orientale var. altissimum Chiov., (1897)
- Pennisetum ruppellii var. depauperatum Schweinf., Bull. Herb. Boissier 2: 96 (1894).
- Pennisetum parisii (Trab.) Trab. in J.A.Battandier & L.C.Trabut, Fl. Algérie, Monocot.: 136 (1895).
- Pennisetum orientale var. altissimum Chiov., Annuario Reale Ist. Bot. Roma 7: 66 (1897).
- Pennisetum erythraeum Chiov., Annuario Reale Ist. Bot. Roma 8: 39 (1903 publ. 1902).
- Pennisetum scoparium Chiov., Annuario Reale Ist. Bot. Roma 8: 38 (1903 publ. 1902).
- Pennisetum orientale var. parisii (Trab.) Leeke, Z. Naturwiss. 79: 26 (1907).
- Pennisetum asperifolium auct.